# NGC 4013
NGC 4013 è una galassia a spirale, simile alla Via Lattea, distante circa 55 milioni di anni luce e situata nella costellazione dell'Orsa Maggiore. Fu scoperta dall'astronomo inglese William Herschel nel 1788.
Dal nostro punto di vista, NGC 4013 ci appare quasi perfettamente di taglio. Si osserva chiaramente una banda oscura, spessa circa 500 anni luce, che divide il disco della galassia in due. È composta da nebulose oscure di polveri che nascondono la luce delle stelle retrostanti: si pensa che queste nubi interstellari siano regioni di formazione stellare, nelle quali si stanno formando numerose stelle calde e massicce.

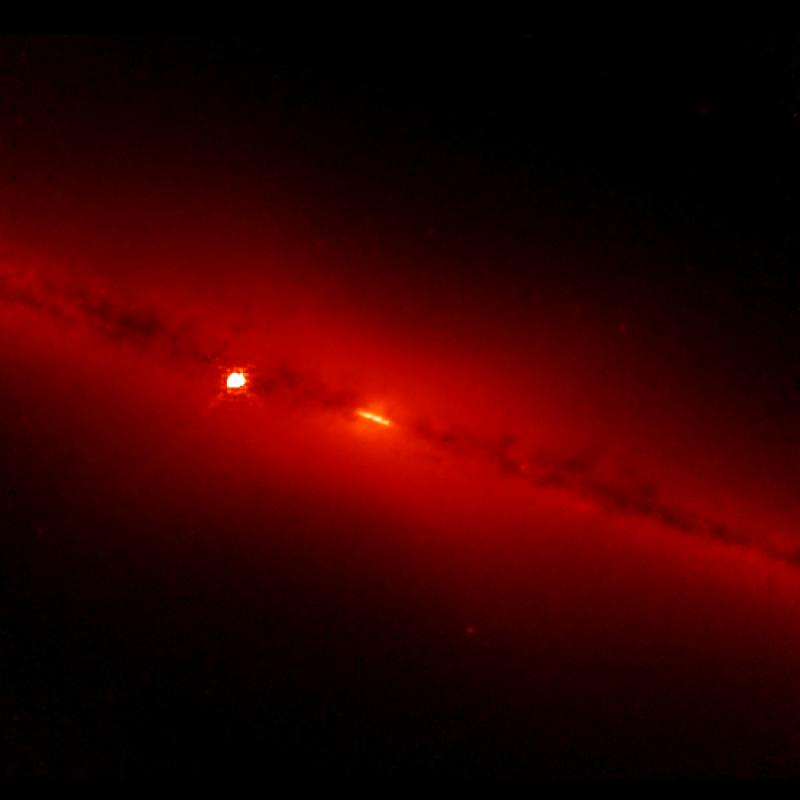
NGC 4013 (regioni di formazione stellare)